# Celebrity (альбом ’N Sync)
Celebrity (с англ. — «Знаменитость») ― четвертый и последний студийный альбом американской поп-группы ’N Sync, выпущенный лейблом Jive Records 24 июля 2001 года. Альбом дебютировал на 1-м месте в американском чарте чарте Billboard 200 с продажами в размере 1 879 495 копий за первую неделю в США. Он также стал третьим самым продаваемым альбомом в 2001 году и был сертифицирован 5x платиновым в США.

## История
На церемонии вручения премии Billboard Music Awards 2000 года группа объявила о том, что они начнут экспериментировать с новой музыкой на своем третьем студийном альбоме в студии звукозаписи во Флориде в январе и феврале 2001 года. Джастин Тимберлейк сказал, что группа планирует провести два месяца в студии, чтобы придумать новые идеи, в то время как Джоуи Фатон заявил, что они могут покинуть Флориду по мере продвижения альбома.

Несмотря на то, что было продано 14 миллионов копий альбома No Strings Attached по всему миру, включая рекордные 2,4 миллиона в Соединенных Штатах в течение первой недели, критики продолжали высмеивать группу за отсутствие артистичности. В ответ на это ’N Sync решили больше участвовать в производстве, написав в соавторстве 10 из 13 треков на Celebrity. Джей Си обсуждал процесс записи в интервью Billboard: 
Наша цель состояла не в том, чтобы заниматься самолюбованием и записать хиты. Вместо этого мы решили создать песни, которые больше отражали бы то, что нас заводит в музыкальном плане. Мы также хотели доказать, что поп-музыка бывает разной.
 Группа решила распределить роли для каждого участника. Тимберлейк и Шазе работали над продюсированием и музыкой альбома, в то время как Лэнс Басс был назначен заниматься бизнесом и менеджментом, а Фатон начал планировать тур поддержки вместе с Крисом Киркпатриком.

## Критика
| Совокупная оценка             | Совокупная оценка |
| Источник                      | Оценка            |
| ----------------------------- | ----------------- |
| Metacritic                    | 65/100            |
| Оценки критиков               |                   |
| Источник                      | Оценка            |
| AllMusic                      | [ 5 ]             |
| Blender                       | [ 6 ]             |
| Christgau's Consumer Guide    | [ 7 ]             |
| Dotmusic                      | [ 8 ]             |
| Entertainment Weekly          | B                 |
| NME                           | 8/10              |
| Q                             | [ 11 ]            |
| Rolling Stone                 | [ 12 ]            |
| The Rolling Stone Album Guide | [ 13 ]            |
| Slant Magazine                | [ 14 ]            |

Альбом был тепло принят музыкальными критиками. На сайте Metacritic он получил средний балл 65 на основе 11 отзывов, что указывает на «в целом благоприятные» отзывы. Стивен Томас Эрлевайн заявил, что Celebrity ― это самый разносторонний альбом группы и назвал его изюминкой эпохи подростковой поп-музыки 1999-2001 годов, а также высоко оценил музыкальное мастерство Тимберлейка, Шазе и авторов песен. Джей Ди Консидайн из журнала Blender сказал, что альбом «сияет ярче остальных, так как группа достаточно созрела, чтобы забыть о своем имидже и сосредоточиться на песнях». В одном из своих обзоров Роберт Кристгау написал: «Они продолжают выкарабкиваться, сочиняя собственные песни». В обзоре журнала Rolling Stone Барри Уолтерс сказал, что группа проложила новую дорогу для будущей подростковой поп-музыки, но нашел частые упоминания в песнях об охотницах за деньгами утомительными.
Сэл Чинквемани из Slant раскритиковал альбом за то, что группа так и не смогла полностью отказаться от классической формулы создания хитов в пользу более экспериментальной поп-музыки. Он сказал, что группа может стать более успешной, если откажется от поп-жанра и переживет взросление своих поклонников. Сотрудники канала E! заявили, что 13-летним девочкам понравится альбом, в то время как другие оценят его лишь неохотно.

## Трек-лист
| №                   | Название                   | Автор(ы)                                           | Producer(s)                      | Длительность |
| ------------------- | -------------------------- | -------------------------------------------------- | -------------------------------- | ------------ |
| 1.                  | «Pop»                      | Justin Timberlake Wade J. Robson                   | BT Timberlake Robson             | 3:57         |
| 2.                  | «Celebrity»                | Timberlake Robson J. Valentine                     | Rodney Jerkins Timberlake Robson | 3:17         |
| 3.                  | «The Game Is Over»         | JC Chasez Alex Greggs Bradley Daymond              | Riprock 'n' Alex G Chasez        | 3:25         |
| 4.                  | «Girlfriend»               | Timberlake Chad Hugo Pharrell Williams             | The Neptunes                     | 4:13         |
| 5.                  | «The Two of Us»            | Chasez Greggs Daymond                              | Riprock 'n' Alex G Chasez        | 3:50         |
| 6.                  | «Gone»                     | Timberlake Robson                                  | Timberlake Robson                | 4:51         |
| 7.                  | «Tell Me, Tell Me... Baby» | Max Martin Rami Yacoub                             | Yacoub                           | 3:36         |
| 8.                  | «Up Against the Wall»      | Chasez Timberlake Greggs Daymond                   | Riprock 'n' Alex G Chasez        | 3:36         |
| 9.                  | «See Right Through You»    | Timberlake Larry "Rock" Campbell Robson            | Timberlake Robson                | 2:52         |
| 10.                 | «Selfish»                  | Chasez Jolyon Skinner                              | Brian McKnight                   | 4:19         |
| 11.                 | «Just Don’t Tell Me That»  | Kristian Lundin Jake Schulze Andreas Carlsson      | Lundin Schulze                   | 3:02         |
| 12.                 | «Something Like You»       | Timberlake Robbie Buchanan Robin Wiley Jay Landers | Timberlake Buchanan Wiley        | 4:14         |
| 13.                 | «Do Your Thing»            | James Moss                                         | PAJAM                            | 4:19         |
| Общая длительность: | Общая длительность:        | Общая длительность:                                | Общая длительность:              | 49:31        |

| №                   | Название                                       | Автор(ы)                                               | Producer(s)                    | Длительность |
| ------------------- | ---------------------------------------------- | ------------------------------------------------------ | ------------------------------ | ------------ |
| 13.                 | «That Girl (Will Never Be Mine)» (bonus track) | Lundin Schulze Carlsson                                | Lundin Schulze                 | 3:24         |
| 14.                 | «Falling» (bonus track)                        | Chris Kirkpatrick Bryan Popin Gary Brown Ira Schickman | Roy "Royalty" Hamilton Mystery | 3:48         |
| 15.                 | «Do Your Thing»                                | Moss                                                   | PAJAM                          | 4:19         |
| Общая длительность: | Общая длительность:                            | Общая длительность:                                    | Общая длительность:            | 56:43        |

| №                   | Название                                          | Автор(ы)                 | Producer(s)          | Длительность |
| ------------------- | ------------------------------------------------- | ------------------------ | -------------------- | ------------ |
| 16.                 | «Pop» (Pablo La Rosa's Funktified Mix)            | Timberlake Robson        | BT Timberlake Robson | 5:38         |
| 17.                 | «Pop» (Databass Remix)                            | Timberlake Robson        | BT Timberlake Robson | 5:31         |
| 18.                 | «Gone» (Gone Clubbin’ (I’ll Be Back Late) Mix)    | Timberlake Robson        | Timberlake Robson    | 5:57         |
| 19.                 | «Girlfriend» (The Neptunes Remix featuring Nelly) | Timberlake Hugo Williams | The Neptunes         | 4:43         |
| Общая длительность: | Общая длительность:                               | Общая длительность:      | Общая длительность:  | 78:32        |

| №   | Название                                          | Длительность |
| --- | ------------------------------------------------- | ------------ |
| 1.  | «Pop» (Pablo La Rosa’s Funktified Remix)          | 5:38         |
| 2.  | «Pop» (Deep Dish Cha-Ching Mix)                   | 11:49        |
| 3.  | «Pop» (Terminalhead Vocal Mix)                    | 5:35         |
| 4.  | «Gone» (Gone Clubbin’ I’ll Be Back Late Remix)    | 5:57         |
| 5.  | «Gone» (Spanish version)                          | 4:22         |
| 6.  | «Girlfriend» (The Neptunes Remix featuring Nelly) | 4:43         |
| 7.  | «Girlfriend» (The Neptunes Remix Instrumental)    | 4:43         |
| 8.  | «Pop» (music video)                               | 3:57         |
| 9.  | «Gone» (music video)                              | 4:51         |
| 10. | «Girlfriend» (music video)                        | 4:13         |

## Чарты
| Чарт (2001)                       | Высшая позиция |
| --------------------------------- | -------------- |
| Австралия (ARIA)                  | 10             |
| Австрия (Ö3 Austria)              | 24             |
| Бельгия/Фландрия (Ultratop)       | 31             |
| Бельгия/Валлония (Ultratop)       | 47             |
| Канада (Canadian Albums Chart)    | 1              |
| Дания (Hitlisten)                 | 7              |
| Нидерланды (Album Top 100)        | 42             |
| Германия (Offizielle Top 100)     | 5              |
| Венгрия (MAHASZ)                  | 25             |
| Icelandic Albums (Plötutíóindi)   | 5              |
| Ирландия (IRMA)                   | 25             |
| Италия (Classifica album)         | 54             |
| Japanese Albums (Oricon)          | 11             |
| Malaysian Albums (IFPI)           | 1              |
| Новая Зеландия (RMNZ)             | 10             |
| Норвегия (VG-lista)               | 16             |
| Шотландия (Scottish Albums Chart) | 15             |
| South African Albums (RISA)       | 9              |
| Spanish Albums (Promusicae)       | 21             |
| Швеция (Sverigetopplistan)        | 27             |
| Швейцария (Schweizer Hitparade)   | 14             |
| Великобритания (UK Albums Chart)  | 12             |
| США (Billboard 200)               | 1              |

| Чарт (2001)      | Позиция |
| ---------------- | ------- |
| US Billboard 200 | 9       |

| Chart (2002)     | Position |
| ---------------- | -------- |
| US Billboard 200 | 54       |

| Чарт (2000–2009) | Позиция |
| ---------------- | ------- |
| US Billboard 200 | 42      |

## Сертификации
| Регион | Сертификация  | Продажи   |
| --- | ------------- | --------- |
| Австралия (ARIA) | Золотой       | 35 000^   |
| Бразилия (ABPD) | Золотой       | 50 000*   |
| Канада (Music Canada) | 2× Платиновый | 200 000^  |
| South Africa (RiSA) | 2× Платиновый | 100,000*  |
| Великобритания (BPI) | Золотой       | 100 000^  |
| США (RIAA) | 5× Платиновый | 5,828,000 |
| * Данные о продажах приведены только на основе сертификации. ^ Данные о тиражах приведены только на основе сертификации. |               |           |

### Комментарии
1. ↑  As of March 2015, the album has sold 5,002,000 copies in the United States according to Nielsen SoundScan, which does not count albums sold through clubs like the BMG Music Club, where it sold 826,000 units as of February 2003.[56][57] Combined, it has sold over 5,828,000 copies in the US.